# Asphalt Nitro
Asphalt Nitro est le douzième volet de la saga Asphalt, c'est un jeu de course développé et distribué par Gameloft. Il s'agit d'un spin-off de la série Asphalt, basé sur la version majeure de 2013 Asphalt 8: Airborne. 

## Description
Exclusif à Android, Asphalt Nitro est sorti officiellement le 13 mai 2015, le concept Beta pèse 15 Mo, l'ancien concept 25 Mo, le nouveau concept 35 Mo. Asphalt Nitro a fait l'objet d'une refonte majeure en novembre 2015, avec notamment une sortie gratuite sur le Play Store, l'ajout de systèmes VIP et l'augmentation du nombre maximal de voitures dans une classe à sept. Deux voitures ont également été modifiées entre Asphalt 8 et Asphalt Nitro : la Ford Shelby GT500 utilisée dans le jeu est désormais la version 2013 au lieu de la version 2010. La Jaguar F-Type R utilisée dans le jeu est le modèle coupé AWD au lieu du modèle décapotable.
Il existe également une version Java J2ME d'Asphalt Nitro, qui combine le gameplay de la version Android du jeu avec la fidélité graphique et certains éléments de gameplay des anciens titres Asphalt, comme le compteur Wanted (l'un des éléments des anciens jeux Asphalt). En outre, la piste présente un lieu, le Japon (basé sur Tokyo), unique à cette version du jeu. Cependant, il n'y a que 10 voitures dans cette version, toutes basées sur leurs apparences dans la version initiale du jeu, exclusive au Gameloft Store. La version J2ME du jeu est essentiellement une version modifiée du portage J2ME d'Asphalt 6: Adrenaline.
À partir de la version 1.0.0, un système de bonus quotidien a été incorporé, qui nécessite une connexion Internet, mais avec plus de récompenses chaque jour. Si vous perdez un jour, le prix est conservé jusqu'au jour où il est réclamé pour débloquer le prix suivant, vous devez donc vous connecter tous les jours à la même heure, le jour 90, une Mercedes-Benz Silver Lightning gratuite est attribuée, puis recommencer avec les mêmes prix.
Le jeu comprend un système VIP, un élément de gameplay de la série Asphalt, introduit dans ce jeu et ajouté à Asphalt 8: Airborne par la mise à jour Rio de Janeiro. Il ajoute une incitation aux achats in-app, où pour chaque dollar US dépensé dans le jeu équivaut à 15 points VIP, ce qui donne accès à du contenu supplémentaire, parfois exclusif au jeu, pour Asphalt Nitro le niveau VIP est de 1 à 6, où si vous avancez vous pouvez obtenir des améliorations tout au long du jeu : plus de % en crédits pour chaque course jouée, réduction sur les achats de voitures de n'importe quelle classe, déblocage du niveau 7 des voitures de classe D, C, B, A, S, meilleures récompenses ; etc.
À titre d'information, vous pouvez réclamer un jeton gratuit pour chaque vidéo regardée dans la section Jetons gratuits, mais il est plus facile de gagner des crédits à chaque course. 